# 811 Nauheima
811 Nauheima
811 Nauheima là một tiểu hành tinh ở vành đai chính, thuộc nhóm tiểu hành tinh Koronis. Nó được Max Wolf phát hiện ngày 8.9.1915 ở Heidelberg, và được đặt theo tên thành phố Bad Nauheim, một thành phó có suối khoáng, ở miền tây Đức.